# سهخین
سهخین (به اسپانیایی: Cehegín) یکی از شهرداری‌های کومارکای شرقی و در بخش خودمختار مورسیا در کشور اسپانیا قرار دارد. تا سال ۲۰۱۲ مساحت این شهرداری ۵۵ کیلومتر مربع و جمعیت آن ۱۶٬۲۴۸ تَن می‌باشد.

## نگارخانه

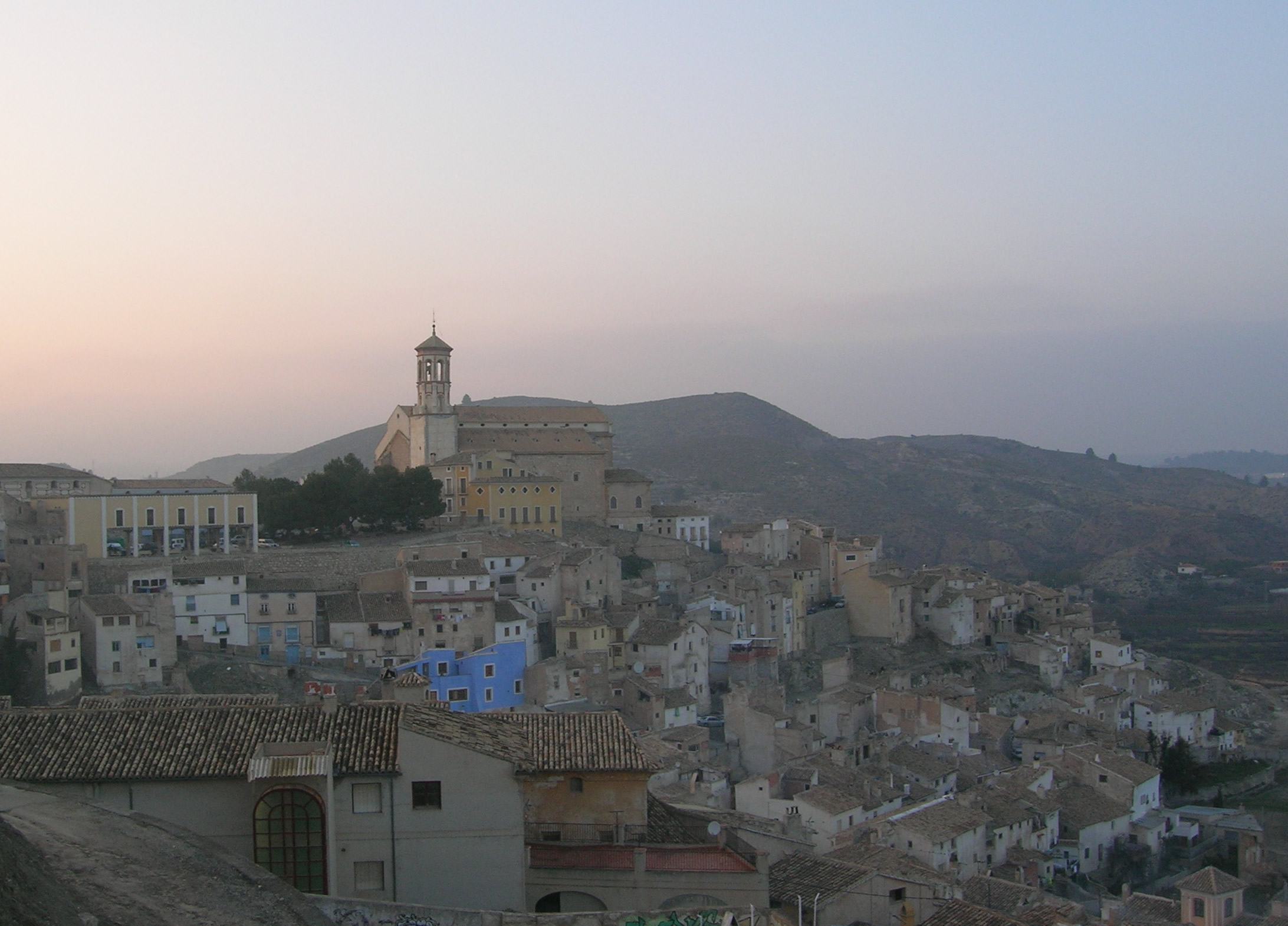
محله قدیمی دهستان سهخین و کلیسای سانتا ماریا ماگدالنا
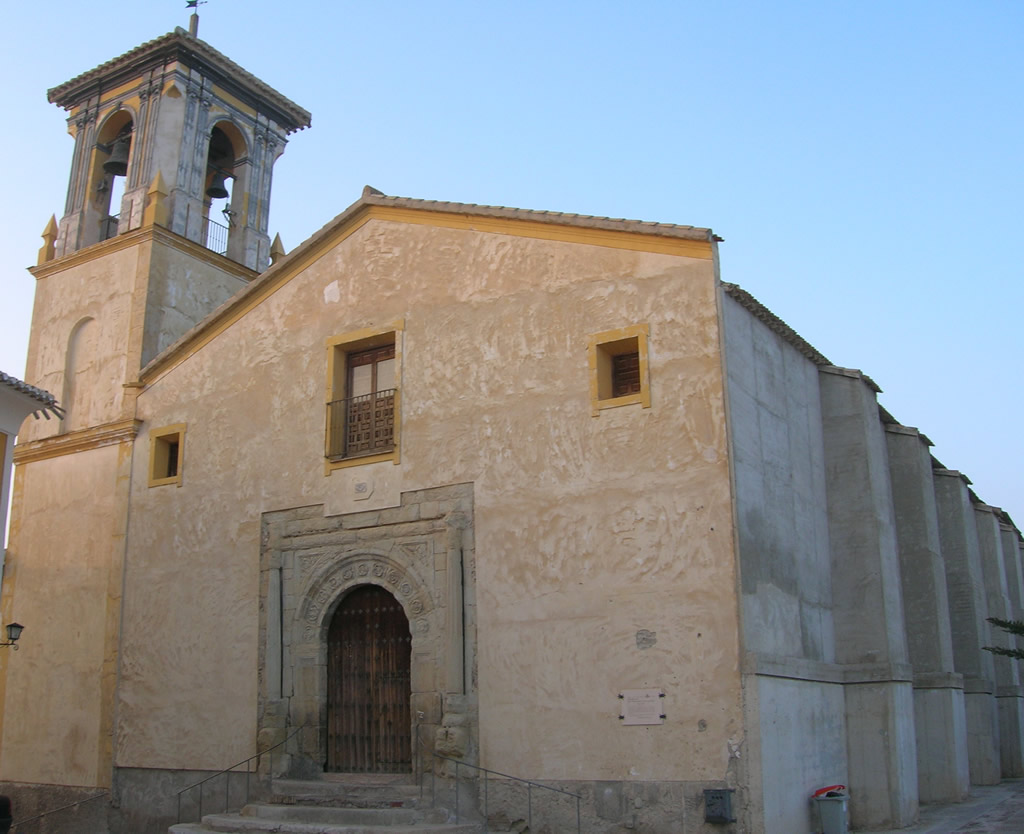
کلیسای پوریسیما کنسپسیون متعلق به سده شانزدهم
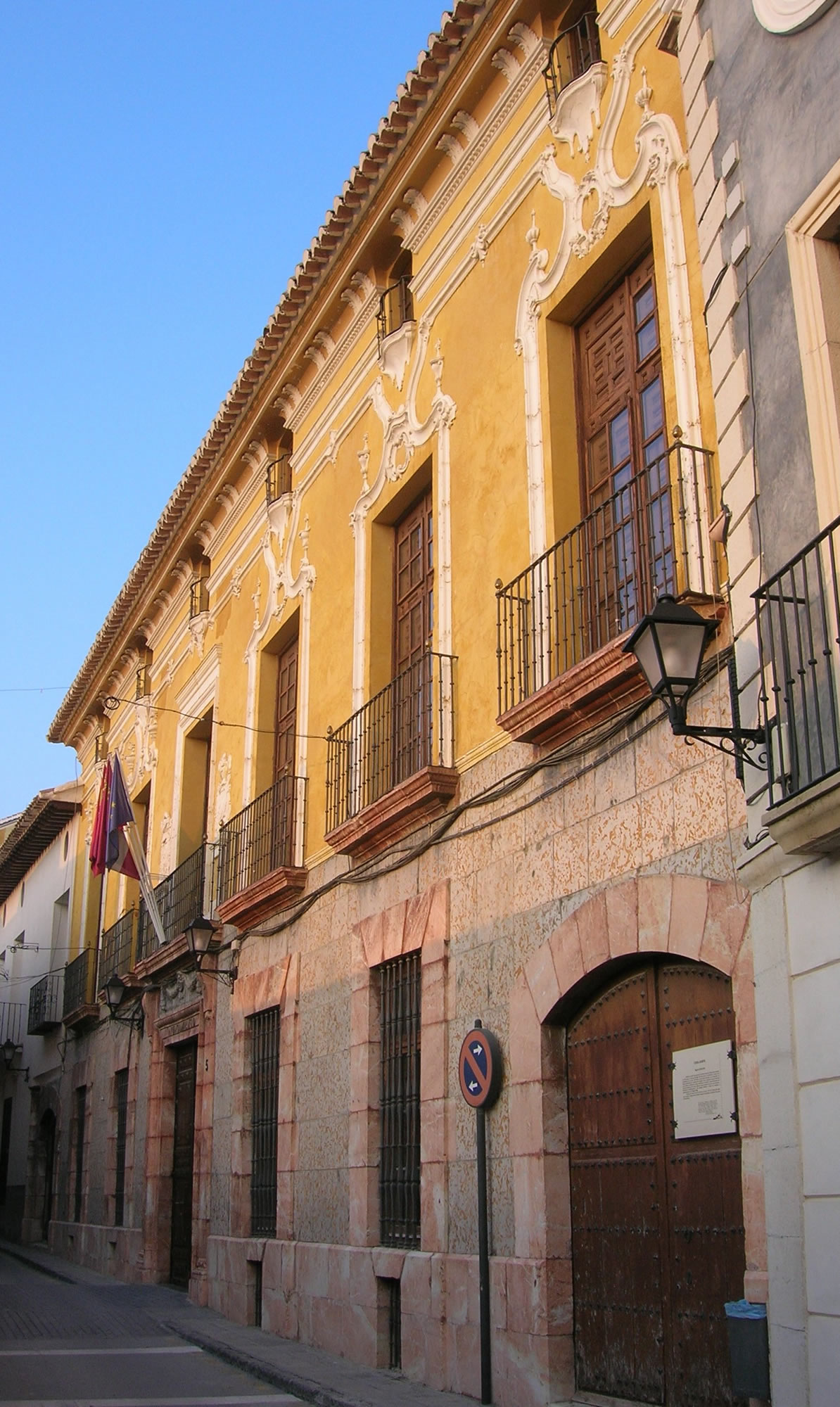
کازا خاسپه متعلق به سده 18-19 میلادی که اکنون شهرداری این دهستان است